# Quercus pagoda
Espèce
Synonymes
- Quercus carpenteri Riddell[1]
- Quercus falcata var. leucophylla (Ashe) E.J.Palmer & Steyerm.[1]
- Quercus falcata var. leucophylla (Ashe) Palmer & Steyermark[2]
- Quercus falcata var. pagodifolia Ell.[2]
- Quercus leucophylla (Ashe) Ashe[1]
- Quercus pagoda f. cocciniifolia Trel.[1]
- Quercus pagodifolia (Ell.) Ashe[2]
- Quercus rubra var. leucophylla Ashe[1]

Statut de conservation UICN

 LC  : Préoccupation mineure
Répartition géographique
Quercus pagoda est une espèce de chênes du sous-genre Quercus et de la section Lobatae. L'espèce est présente dans le sud-est des États-Unis.

## Liste des variétés
Selon Tropicos (11 janvier 2020) :
- variété Quercus pagoda var. leucophylla (Ashe) Ashe

## Étymologie
Son épithète spécifique, pagoda, lui a été donné en référence à ses feuilles dont les lobes diminuent progressivement en taille ce qui fait penser à une pagode.

## Publication originale
- Constantin Rafinesque, Alsographia Americana - or an American Grove of Trees and Shrubs (œuvre littéraire), Philadelphie, 1838, [lire en ligne].